# Salzburg Hauptbahnhof
Salzburg Hauptbahnhof egy átmenőpályaudvar (korábban részben fejpályaudvar volt) Salzburgban, Ausztriában, az Alpok lábánál. A pályaudvar 1860-ban nyílt meg. Napjainkban Ausztria egyik legforgalmasabb állomása.
2003-ban a Schönster Bahnhof Österreichs verseny második helyezettje lett.

## Átépítése
A 2009-ben megkezdődött átépítés során megszűntek a korábbi csonkavágányok és az összes vágány átmenő vágány lett, a peronok felé pedig egy acélvázas csarnok épült.

## Vasútvonalak
Az alábbi vasútvonalak érintik az állomást:
- Westbahn
- Rosenheim–Salzburg-vasútvonal
- Salzburg–Tirol-vasútvonal
- Salzburger Lokalbahn

## Forgalom

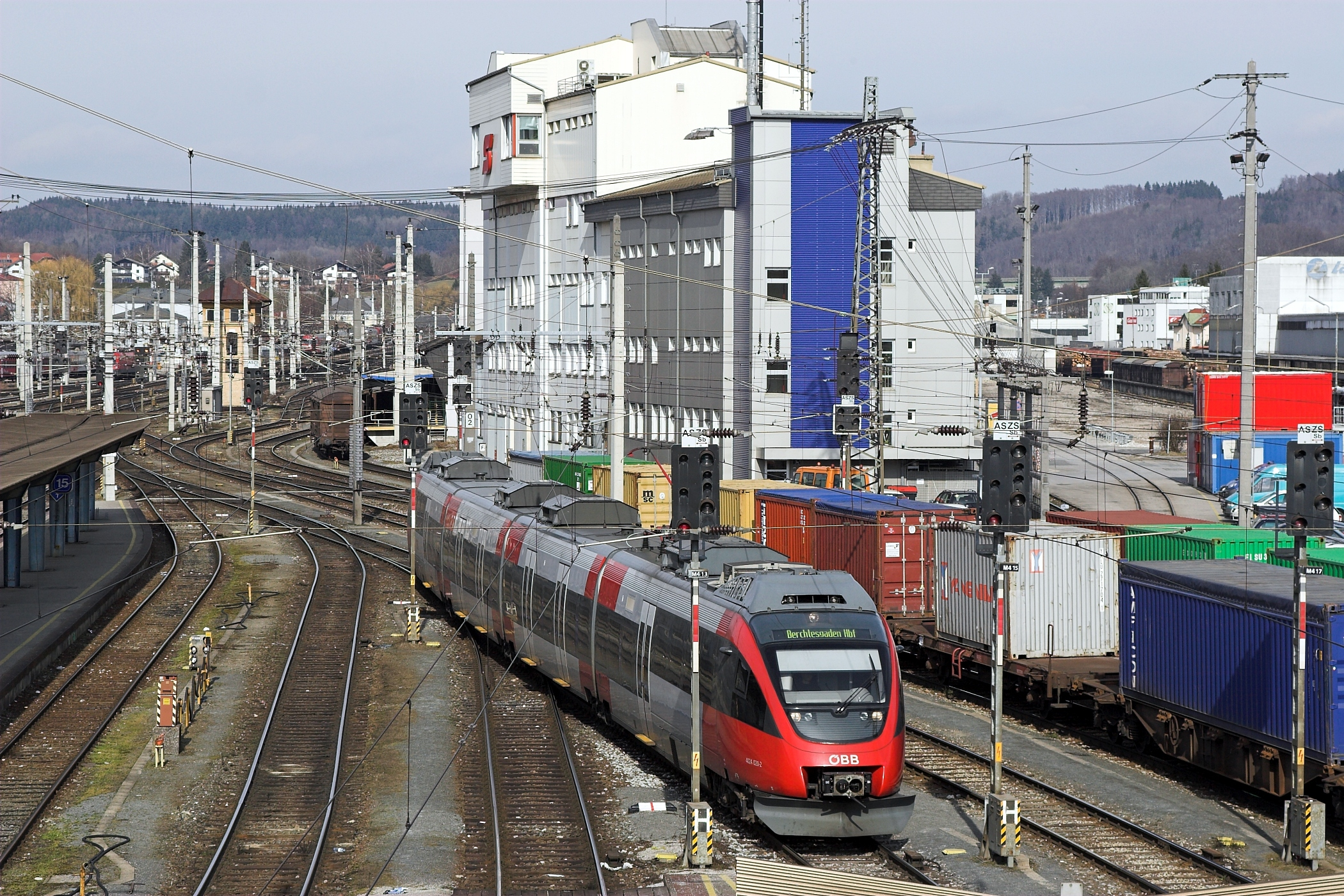
Egy S-Bahn Talent motorvonat az állomáson

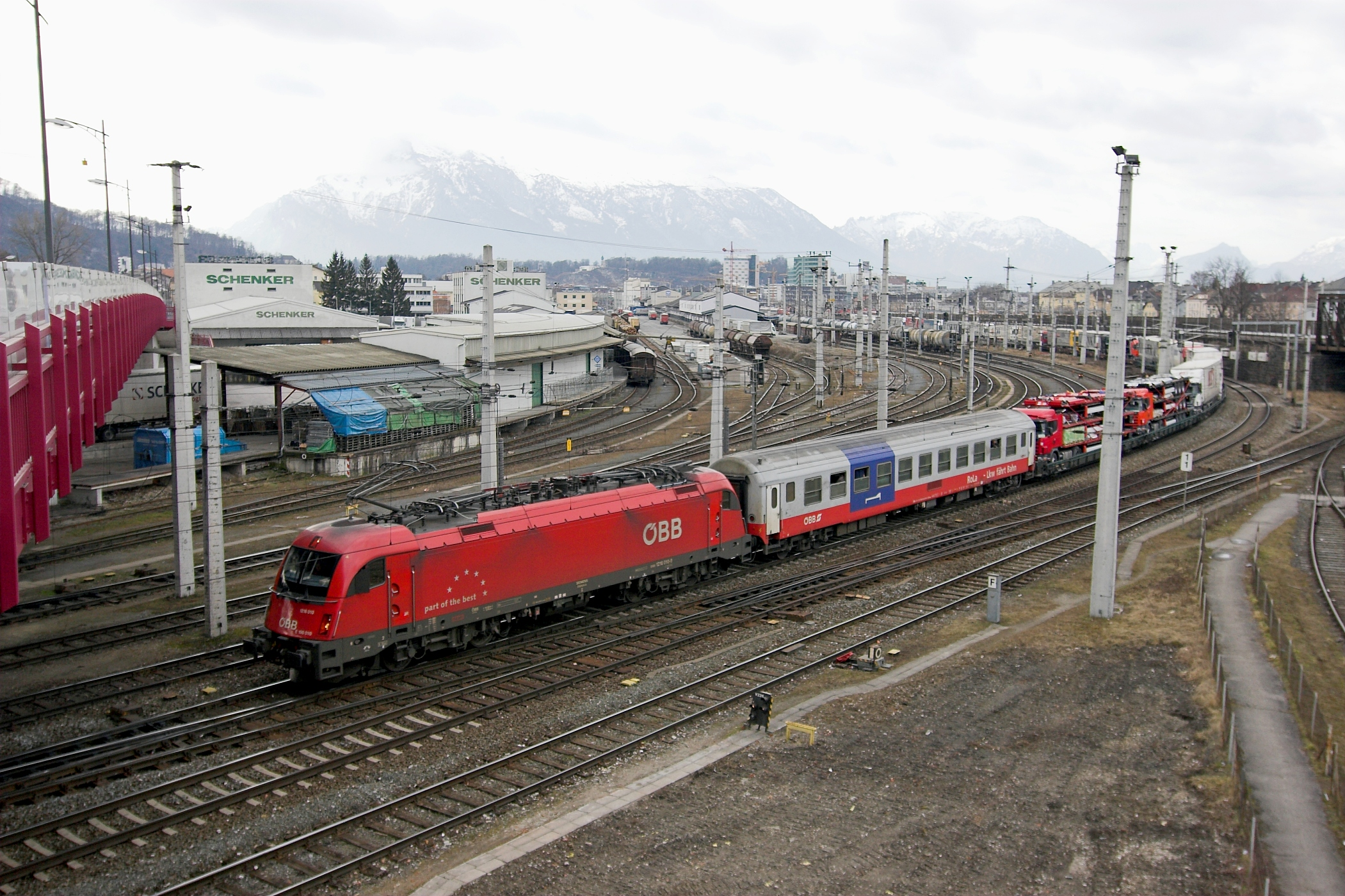
RoLa vonat az állomáson

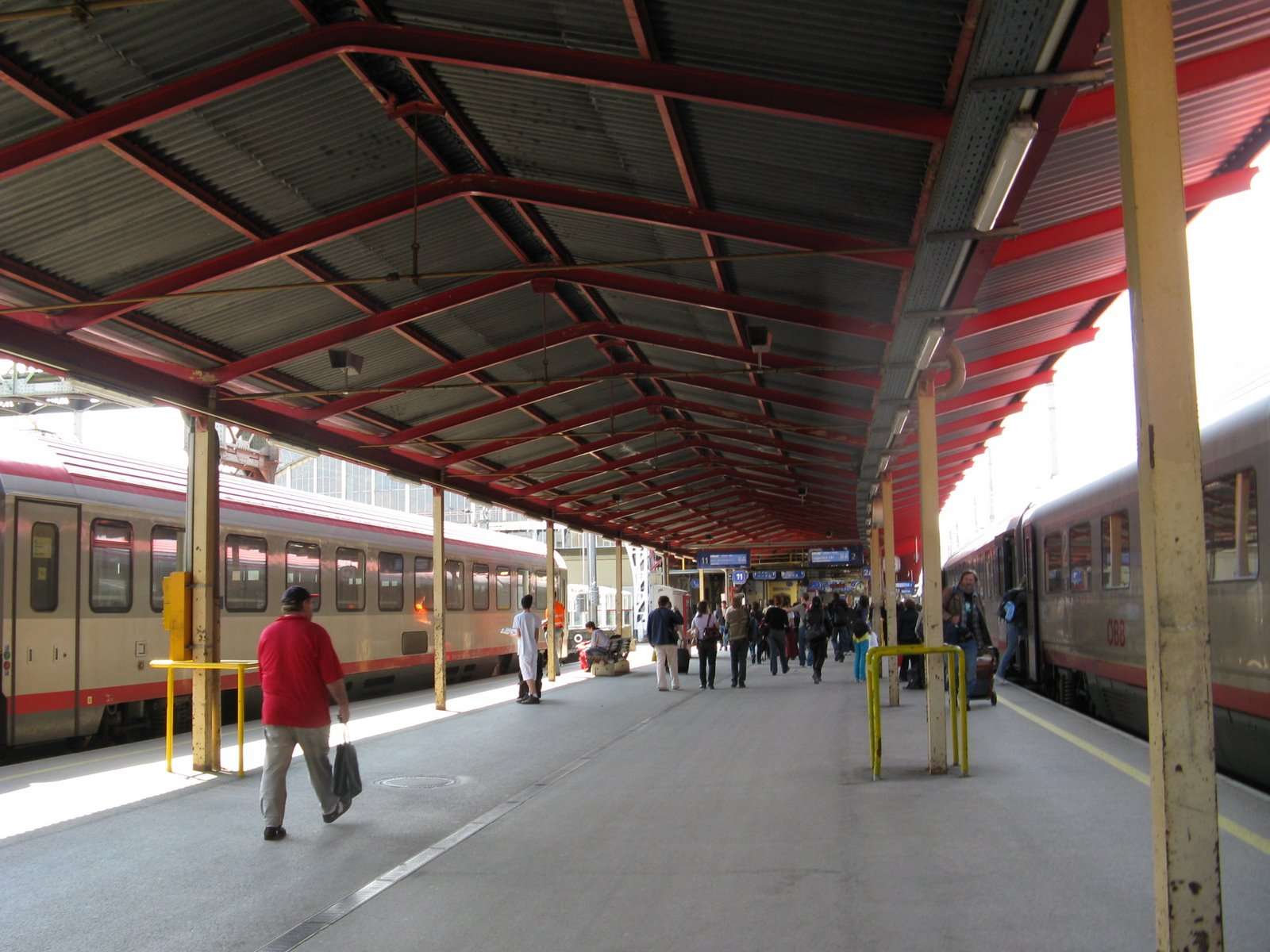
A 2. (átmenő) és a 11. vágány

2014-ben az alábbi járatok érintették az állomást:

### Regionális vonatok
| Járatszám           | Útvonal | Gyakoriság           |
| ------------------- | --- | -------------------- |
| Westbahn Green Line | Salzburg Hbf – Attnang-Puchheim – Wels – Linz – Amstetten – St. Pölten – Wien Hütteldorf – Wien Westbf                                                                                | óránként             |
| Westbahn Blue Line  | Salzburg Hbf – Attnang-Puchheim – Wels – Linz – Amstetten – St. Pölten – Wien-Meidling – Wien Hbf – Wien Quartier Belvedere – Wien-Rennweg – Wien Mitte/Landstraße – Wien Praterstern | óránként             |
| RJ                  | Wien Flughafen – Wien Hauptbahnhof – Linz – St. Pölten – Salzburg – Wörgl – Innsbruck – Bregenz / Zürich                                                                              | óránként             |
| RJ                  | (Klagenfurt –) Salzburg – Linz – Wien – Flughafen Wien | óránként             |
| RJ 90               | München – Rosenheim – Salzburg – Linz – Wien – Budapest | kétóránként          |
| EC/IC 62            | (Frankfurt – Heidelberg) / (Saarbrücken – Mannheim) – Stuttgart – Augsburg – München – Salzburg (– Klagenfurt / Graz / Linz)                                                          | kétóránként          |
| IC 60               | Karlsruhe – Stuttgart – Augsburg – München – Rosenheim – Salzburg | egyes vonatok        |
| EC 32               | Wörthersee: (Münster (Westf) –) Dortmund – Essen – Düsseldorf – Köln – Koblenz – Mainz – Mannheim – Heidelberg – Stuttgart – Augsburg – München – Salzburg – Klagenfurt               | egy vonatpár         |
| IC/REX              | (Innsbruck –) Wörgl – Kitzbühel – St. Johann – Saalfelden – Bischofshofen – Hallein – Salzburg – Wels – Linz – Amstetten – St. Pölten – Wien Hbf – Wien Flughafen                     | egy vonatpár         |
| NJ                  | ÖBB Nightjet: München – Salzburg – Firenze SMN – Roma Termini | egy vonatpár naponta |
| NJ                  | ÖBB Nightjet: München – Salzburg – Villach Hbf – Verona Porta Nuova – Milano Centrale                                                                                                 | egy vonatpár naponta |
| NJ                  | ÖBB Nightjet: Stuttgar – München – Salzburg – Treviso – Venezia Santa Lucia | egy vonatpár naponta |
| NJ                  | ÖBB Nightjet: Bregenz – Feldkirch – Salzburg – Wels – Linz Hbf – Wien Hbf – Wien Hbf Autozuganlage                                                                                    | egy vonatpár naponta |
| EN                  | A MÁV EuroNightja: Budapest-Keleti – Győr – Wien Hbf – Linz Hbf – Salzburg Hbf – Innsbruck – Feldkirch – Buchs SG – Zürich HB                                                         | egy vonatpár naponta |
| EN                  | A MÁV EuroNightja: Budapest-Keleti – Győr – Wien Hbf – Linz Hbf – Salzburg Hbf – Rosenheim – München – Stuttgart                                                                      | egy vonatpár naponta |
| EN                  | A ČD EuroNightja: Praha hl.n. – Freistadt – Linz Hbf – Salzburg Hbf – Innsbruck Hbf – Feldkirch – Buchs SG – Zürich HB                                                                | egy vonatpár naponta |

| Járatszám | Útvonal                                                   | Gyakoriság  |
| --------- | --------------------------------------------------------- | ----------- |
| M         | München – Rosenheim – Traunstein – Freilassing – Salzburg | óránként    |
| REX       | Braunau am Inn – Salzburg – Freilassing                   | óránként    |
| REX       | Salzburg – Bischofshofen – Saalfelden – Wörgl             | kétóránként |
| R         | (Freilassing) – Salzburg – Straßwalchen                   | óránként    |
| RB        | Salzburg – Freilassing – Mühldorf (– Landshut)            | óránként    |

### S-Bahn
| Járatszám | Útvonal | Gyakoriság       |
| --------- | --- | ---------------- |
| S1        | Salzburg (Tiefgeschoß) – Bürmoos – Lamprechtshausen                                                                       | félóránként      |
| S11       | Lokalbahn-Express (LEX) Salzburg (Tiefgeschoß) – Bürmoos – Trimmelkam – Ostermiething                                     | bizonyos vonatok |
| S2        | Freilassing – Salzburg – Straßwalchen (tovább mint R) – Wels – Linz                                                       | óránként         |
| S3        | Bad Reichenhall – Freilassing – Salzburg – Golling-Abtenau (óránként Schwarzach Sankt Veit-ig, kétóránként Saalfelden-ig) | félóránként      |
| S4        | Berchtesgaden – Bad Reichenhall – Freilassing – Salzburg                                                                  | bizonyos vonatok |

## Az új csarnok
- Mozgólépcsők az aluljáró felé
- Egy ÖBB 1116 sorozatú villamosmozdony érkezett az állomásra
- Az új csarnok belülről